# Millennium Tower
Millennium Tower és un gratacel de 60 plantes i 285 metres (935 peus) situat en Dubai, Unió dels Emirats Àrabs. Va ser inaugurat en 2006 i és d'ús residencial. L'edifici conté 301 apartaments de tres habitacions i 106 apartaments amb dos dormitoris. Situat al costat de la torre es troba un estacionament de 10 plantes amb 471 estacionaments.